# Brachydiastylis hexaceros
Brachydiastylis hexaceros is een zeekommasoort uit de familie van de Diastylidae. De wetenschappelijke naam van de soort is voor het eerst geldig gepubliceerd in 1952 door Lomakina.